# Aiaaira
« Victoire » (en abkhaze : Аиааира, Aiaaira) est l'hymne national de l'Abkhazie adopté en 1992. Les paroles furent écrites par Gennady Alamia et la musique composée par Valera Tchkaduva,.
En 2018, le compositeur de l'hymne, Valera Tchkaduva, a été condamné à 20 ans de prison pour pédophilie.

## Paroles

### Paroles officielles en abkhaze
| Cyrillique abkhaze | Latin abkhaze | Géorgien abkhaze | Transcription API |
| --- | --- | --- | --- |
| Шәнеибац, шәнеибац, Аԥсуаа рыҷкәынцәа! Аԥсны азыҳәан ашьа казҭәаз, Аԥсуаа рыҷкәынцәа! Ахақәиҭраз ашьа казҭәаз, Аԥсуаа рыҷкәынцәа! О-ҳо-ҳо-о-ҳо-о-Рада О-ҳо-ҳо-о-ҳо-Раида-ра! Ажәҩан мрадоуп, еҵәадоуп Уара уда, Аԥсынра! Еҵәа-бырлаш Аԥсынтәыла, Улԥха згәаҵақәа ирҭыԥхо, Геи-шьхеи рыԥшӡара зыԥшнылаз Жәлар ламысла иҳаракхоит. Рада, Раида, Рарира! Рада, Рерама, Рерашьа! Нарҭаа риира-зиироу Афырхацәа Ран-Гәашьа Аԥсынтәыла-иԥшьоу атәыла, Ихы здиныҳәалаз Анцәа! Зқьышықәсала имҩасхьо гылан, Рыжәҩа еибырҭоиҭ уԥацәа! Шәнеибац, Аԥсныжәлар! Аишьцәа, шәнеибац! Нхыҵ-аахыҵ ҳаицуп! Ҳазшаз илаԥш Ҳхыуп иаҳхымшәо Ԥеиԥш лаша ҳзыԥшуп! Шәнеибац, Аԥсныжәлар, Игылеит ҳамра, Иақәым ҭашәара! Урылагәырӷьа, Анра-ахшара, Шьардаамҭа, Аԥсынра! | Šwneibac, šwneibac, Apsuaa ryč̣ḳwyncwa. Apsny azyhwan asja ḳaztwaz, Apsuaa ryč̣ḳwyncwa. Axakwitraz asja ḳaztwaz, Apsuaa ryč̣ḳwyncwa. O-ho-ho-o-ho-o-Rada O-ho-ho-o-ho-Raida-ra! Ažwjwan mradouṗ, eċwadouṗ Uara uda, Apsynra! Eċwa-byrlaš Apsynṭwla, Ulpxa zgwaċakwa irtypxo, Gei-sjxei rypšdzara zypšnylaz Žwlar lamysla iharaḳojṭ. Rada, Reida, Rarira Rada, Rerama, Rerasja. Nartaa riira-ziirou Afyrxacwa Ran-Guasja Apsynṭwyla-ipsjou aṭwyla Ixy zdinyhwalaz Ancwa Zkjyšykwsala imjwasxjo gylan Ryžwjwa eibyrtoit upacwa! Šwneibac Apsnyžwlar! Aisjcwa, šwneibac! Nxyċ-aaxyċ haicuṗ! Hazšaz ilapš Hxyuṗ jahxymšwo Peipš laša hzypšuṗ! Šwnejbac, Apsnyžwlar Igyleiṭ hamra, Jakwym tašwara! Urylagwyrgja, Anra-ahšara Sjardaamta, Apsynra! | შჿნეიბაც, შჿნეიბაც აფსუაა რჷჭკჿჷნცჿა. აფსნჷ აზჷჰჿან აშა კაზთჿაზ, აფსუაა რჷჭკჿჷნცჿა. ახაქჿითრაზ აშა კაზთჿაზ, აფსუაა რჷჭკჿჷნცჿა. ო-ჰო-ჰო-ო ჰო-ო-რადა ო-ჰო-ჰო-ო ჰო-ო-რადა-რა! აჟჿჳან მრადოუპ, ეწჿადოუპ უარა უდა აფსჷნრა! ეწჿა-ბჷრლაშ აფსჷნტჿლა, ულფხა ზგჿაწაქჿა ირთჷფხო, გეი-შხეი რჷფშჾძარა ზაფშჾნჷლაზ. ჟჿლარ ლამჷსლა იჰარაკოიტ. რადა, რეიდა, რარირა რადა, რერამა, რერაშა. ნართაა რიირა-ზიიროუ აჶჷრხაცჿა რან-გუაშა აფსჷნტჿჷლა-იფშოჩ ატჿჷლა ზხჷ ზდინჷჰჿალაზ ანცჿა ზქჲჷშჾჷქჿასალა იმჳასხჲო გჷლოუპ რჷჟჿაჳა ეიბჷრთოიტ უფაცჿა. შჿნეიბაც აფსნჷჟჿლარ! აიშცჿა, შჿნეიბაც! ნხჷწ-აახჷწ ჰაიცუპ! ჰაზშჾაზ ილაფშჾ ჰხჷუპ იაჰხჷმშჿო ფეფშჾ ლაშჾა ჰზჷშჾუპ! შჿნეიბაც, აფსნჷჟჿლარ, იგჷლეიტ ჰამრა, იაქჿჷმ თაშჿარა! ურჷლაგჿჷრგჲა, ანრა-აჰშჾარა შარდაამთა, აფსჷნრა. | [ʃʷnej.bɑt͡sʰ ʃʷnej.bɑt͡sʰ] [ɑpʰ.swɑː rət͡ʃʼ.kʷʼən.t͡ɕʰʷɑ] [ɑpʰ.snə‿ɑ.zə.ħʷɑn ɑ.ʃɑ kʼɑz.tʰʷɑz] [ɑpʰ.swɑː rət͡ʃʼ.kʷʼən.t͡ɕʰʷɑ] [ɑ.χɑ.kʷi.tʰr̥ɑz ɑ.ʃɑ kʼɑz.tʰʷɑz] [ɑpʰ.swɑː rət͡ʃʼ.kʷʼən.t͡ɕʰʷɑ] [o ħo ħo o ħo o rɑ.dɑ] [o ħo ħo o ħo rɑj.dɑ rɑ] [ɑʒʷ.ɥɑn mrɑ.dowpʼ e.t͡ɕʷʼɑ.dowpʼ] [wɑ.rɑ u.dɑ ɑpʰ.sən.rɑ] [e.t͡ɕʷʼɑ bər.ɫɑʂ ɑpʰ.sən.tʷʼə.ɫɑ] [uɫ.pʰχɑ zɡʷɑ.t͡sʼɑ.kʷɑ‿ir.tʰəpʰ.χo] [gejʃ.χej rəpʰʂ.d͡zɑ.rɑ zəpʰ.ʂnə.ɫɑz] [ʒʷɫɑr ɫɑ.məs.ɫɑ‿i.ħɑ.rɑkʼ.χojtʼ] [rɑ.dɑ rɑj.dɑ rɑ.ri.rɑ] [rɑ.dɑ re.rɑ.mɑ re.rɑ.ʃɑ] [nɑr.tʰɑː riː.rɑ ziː.row] [ɑ.fər.χɑ.t͡ɕʰʷɑ rɑn.ɡʷɑ.ʃɑ] [ɑpʰ.sən.tʷʼə.ɫɑ‿ipʰ.ʃow ɑ.tʷʼə.ɫɑ‿] [‿i.χə zdi.nə.ħʷɑ.ɫɑz ɑn.t͡ɕʰʷɑ] [zkʲə.ʂəkʷ.sɑ.ɫɑ‿im.ɥɑs.χʲo gə.ɫɑn] [rəʒʷ.ɥ(ɑ)‿ej.bər.tʰojtʰ u.pʰɑ.t͡ɕʰʷɑ] [ʃʷnej.bɑt͡sʰ ɑpʰ.snəʒʷ.ɫɑr] [ɑjʃ.t͡ɕʰʷɑ ʃʷnej.bɑt͡sʰ] [nχət͡sʼ ɑː.χət͡sʼ ħɑj.t͡sʰupʼ] [ħɑz.ʂɑz i.ɫɑpʰʂ] [ħχəwpʼ jɑħ.χəm.ʃʷo] [pʰejpʰʂ ɫɑ.ʂɑ ħzəpʰ.ʂupʼ] [ʃʷnej.bɑt͡sʰ ɑpʰ.snəʒʷ.ɫɑr] [(i)gə.ɫejtʼ ħɑm.rɑ] [jɑ.kʷəm tʰɑ.ʃʷɑ.rɑ] [(u)rə.ɫɑ.ɡʷər.ʁʲɑ] [ɑn.rɑ‿ɑħ.ʂɑ.rɑ] [ʃɑr.dɑːm.tʰɑ ɑpʰ.sən.rɑː] |

### Version russe
Марш, марш,
сыновья Абхазии!
Пролить нашу кровь для Абхазии,
сыновья Абхазии!
Пролить нашу кровь за независимость,
сыновья Абхазии!
О-хо-хо-о-хо-о-рада!
О-хо-хо-о-хо-Pаида-pа!
Как солнце в небе,
ты всегда абхазия!
Твоя любовь согрела бесчисленные сердца,
с горами и морями на тебе.
Совесть мужская тоже тебя обижает,
Звездная, святая Абхазия!
Рада, Рейда, Рарира!
Рада, Рерама, Рераша!
Мать героя,
где рождается нарт – как свято!
Абхазия, да благословит тебя мир
на тысячи лет вперёд.
Дети объединяются как один народ,
Братья плечом к плечу.
Идите, абхазы!
Братья, идите!
В Закавказье,
мы всегда здесь,
Бог смотрит здесь,
для лучшего будущего!
Идите, абхазы!
Солнце встает!
Какое светлое будущее!
Любить навсегда,
это благословение Бога для
Светлое будущее Абхазии!,

### Traduction en français
Marchons, marchons,
enfants d'Abkhazie !
Nous allons répandre notre sang
pour l'Abkhazie,
enfants d'Abkhazie !
Nous allons répandre notre sang
pour l'indépendance,
enfants d'Abkhazie !
O-ho-ho-o-ho-o-rada
O-ho-ho-o-ho-o-radara!
Comme le soleil dans le ciel,11
Tu es pour toujours l'Abkhazie !
Ton amour a réchauffé d'innombrables cœurs,
avec des montagnes et des mers en toi
La conscience de l'homme aussi en toi,
Abkhazie sacrée et étoilée !
Rada, Reïda, Rarira,
Rada, Rerama, Reracha !
Mère du héros,
où Nart est né, comme c'est sacré !
L'Abkhazie, que monde te bénisse
pour milliers d'années à venir.
Les enfants s'unissent comme seul peuple
Avec frères côte à côte.
Marchons, Abkhazes!
Frères, marchons !
En Transcaucasie,
nous sommes toujours là,
Dieu regarde ici,
pour un avenir meilleur !
Marchons, Abkhazes !
Le soleil se lève !
Quel avenir prometteur !
Amour pour toujours,
c'est la bénédiction de Dieu
vers le futur brillant de la victoire !